# كلينت براون
كلينت براون (بالإنجليزية: Clint Brown)‏ هو لاعب كرة قاعدة أمريكي، ولد في 8 يوليو 1903، وتوفي في 31 ديسمبر 1955 في روكي ريفير في الولايات المتحدة.

## وصلات خارجية
- كلينت براون على موقع دوري كرة القاعدة الرئيسي (الإنجليزية)
- كلينت براون على موقعبيزبول رفرنس.كوم (الدوري الرئيسي) (الإنجليزية)
- كلينت براون على موقعبيزبول رفرنس.كوم (الدوري الثانوي) (الإنجليزية)
- كلينت براون على موقع مشجعي الرسوم البيانية (الإنجليزية)